# HC Maasmechelen '65
Handbalclub Maasmechelen '65 is een Belgische handbalclub uit Maasmechelen.

## Geschiedenis
De club werd opgericht in 1965. In 2003 promoveerde het eerste herenteam naar het hoogste niveau handbal in België.  Echter werd er in 2005 bij de club besloten om zich te terugtrekken uit het hoogste niveau.

## Bekende (ex-)spelers
- Richard Curfs
- Joseph Delpire
- Bart Hofmeyer
- Rutger Sanders
- Raymond Steijvers